# Tornado (film 1983)
Tornado (The Last Blood) è un film di guerra italiano del 1983, diretto da Antonio Margheriti.
Firmato dal regista con il suo pseudonimo internazionale Anthony M. Dawson, il film si inserisce nel filone (molto in voga negli anni '80) dedicato alla guerra del Vietnam. Questo genere di pellicole prese piede dopo il successo di blockbuster come Il cacciatore, Apocalypse Now e Rambo. Il regista, comunque, non era nuovo a questo tipo di film infatti con questa realizzazione completa quella che viene definita come la sua "trilogia bellica". Composta anche dai precedenti L'ultimo cacciatore, del 1980, e Fuga dall'arcipelago maledetto, del 1981.

## Trama
(Tagline del film)
La guerra del Vietnam volge al termine ma un reparto scelto di berretti verdi, guidato dal testardo e spietato capitano Harlow, continua ad essere impiegato in missioni al limite del suicidio. Tutto questo avviene al solo scopo di appagare il falso prestigio e le velleità dello stesso Harlow ma senza nessuna ragione militare che possa giustificarne l'attuazione. Senza mai nascondere la propria disapprovazione (per questo strano modo di agire) al suo comandante, il sergente Sal Maggio fa di tutto per salvaguardare i suoi uomini durante queste missioni suicide.
Le perdite però, in termini di vite umane, risultano essere comunque molto alte. Infastidito dalle rimostranze del ribelle sergente il capitano Harlow approfitta, durante una delle sue missioni, di una circostanza favorevole per abbandonarlo sul campo di battaglia insieme ad un soldato ferito. Nonostante tutto Sal riesce a tornare sano e salvo al campo base portando con sé anche il compagno ferito. Tale evento scatena l'affetto e la stima di tutti i soldati ma anche l'ira di Harlow che tra nuove missioni al massacro e nuove vessazioni non smette di provocarlo.
Dopo il suicidio di un soldato (rimasto gravemente ferito in una precedente operazione sempre capitanata da Harlow) Maggio, esasperato, colpisce il proprio capitano davanti ad altri soldati testimoni. Per questo comportamento viene condannato alla corte marziale. Durante il trasporto in prigione, però, il convoglio su cui viaggia viene attaccato dai vietcong così, approfittando della confusione, Sal riesce a liberarsi e a fuggire nella giungla cambogiana. A questo punto si scatena una spietata caccia all'uomo. Nascosto nel cuore della giungla Sal si trova a combattere, da solo contro tutti, sia i nemici vietcong che i soldati americani ai quali è stato dato l'incarico di catturarlo.

## Produzione

### Cast
Per il ruolo di protagonista viene scritturato l'attore Giancarlo Prete alias Timothy Brent già noto al grande pubblico per aver preso parte a diversi film italiani come il poliziottesco Il cittadino si ribella ma anche a serie tv come Spazio 1999.
Il ruolo del megalomane capitano Harlow è affidato ad Antonio Marsina qui accreditato come Tony Marsina (o come Tony Jackson in alcune edizioni estere) già noto nel mondo dello spettacolo come interprete di fotoromanzi ma anche per avere partecipato a film come Vai gorilla e Keoma.
Da segnalare inoltre la presenza degli attori: Luciano Pigozzi alias Alan Collins nei panni dello scrupoloso fotoreporter che decide di seguire passo per passo le vicende del sergente Maggio e di un giovanissimo David Brass nei panni del soldato Tom.

### Riprese
Le riprese del film sono avvenute per gli esterni nelle Filippine e per gli interni negli studi IN.CI.R. De Paolis in Italia.

## Colonna sonora

### Album
La colonna sonora originale di Tornado è stata prodotta da Paolo Dossena e pubblicata nel 1983 su dischi CAM Records (LCME 10452).

#### Tracce
1. Holding On - 3:48
2. More (Ti guarderò nel cuore) - 3:30
3. Gipsy Queen - 2:30
4. Tornado (From homonymous film) 3:12
5. War - 3:38
6. Mix Up - 2:24
7. Bulldozer - 1:35
8. Voices - 5:03

Musiche composte e arrangiate da Aldo Tamborelli e Stephen Head e interpretate dai Sound of Eden.
La canzone "Holding On" (C.J. King - Dresdy - M Goldsand - A. Tamborelli) è interpretata da Chris J. King.

## Distribuzione
Essendo distribuito da una nuova società e non più dalla Flora Film (come invece era successo ai due precedenti film bellici di Margheriti) quando il film uscì nelle sale italiane ebbe una distribuzione limitata.

### Data di uscita
Le date di uscita internazionali nel corso degli anni sono state:
- 16 settembre 1983 in Italia[3]
- 12 novembre 1983 in Germania Ovest (Im Wendekreis des Söldners)
- 25 maggio 1984 in Portogallo (Tornado)
- 3 agosto 1985 in Filippine (The Last Blood)

Il film ebbe comunque una buona distribuzione internazionale (anche se in alcuni casi solo per il mercato home video). Tra i tanti paesi:
- Australia - Tornado Patrol
- Brasile - Tornado - A Missão Continua
- Canada - Mission vers l'enfer
- Spagna - Caza en Vietnam
- Francia - Ultime combat
- Grecia - Tornado: To teleftaio aima
- Filippine - The Last Blood
- Portogallo - Tornado
- Turchia - Son kan
- USA - The Last Blood
- Germania - Im Wendekreis des Söldners
- World-wide - Last Blood (titolo internazionale)

## Accoglienza

### Critica
Come spesso accadeva a molti B-Movie italiani, appena uscito nelle sale il film venne stroncato dalla critica. In una delle prime recensioni venne giudicato come "un fondo di magazzino che trova con difficoltà un'uscita in stagione morta. Al di là d'una perizia tecnica e figurativa, indubbiamente dà fastidio la supponenza dell'ultimo arrivato che dibatte problemi come l'intervento USA nel Vietnam e il rispetto ad ogni costo del codice militare. Se Margheriti si fosse limitato al vecchio filone dell'avventura nella giungla, avrebbe certamente firmato un prodotto anonimo e corretto: così delude sia gli spettatori pacifisti che colgono la convenzionalità dell'operazione sia gli spettatori feroci che aborrono il finale aperto."
Il Morandini invece parla di: "film della serie post-Rambo. Girato da Antonio Margheriti, con lo pseudonimo di A.M. Dawson, nelle Filippine con qualche elicottero e vietnamiti che sembrano doppiati da Oreste Lionello, funziona discretamente come film d'azione, ma è troppo inamidato."